# 3126 Davydov
3126 Davydov (1969 TP1) là một tiểu hành tinh vành đai chính được phát hiện ngày 8 tháng 10 năm 1969 bởi Chernykh, L. ở Nauchnyj.